# Alice Recoque
Alice Maria Recoque, nacida Alice Maria Arnaud (Cherchell, Argelia, 29 de agosto de 1929-Ballainvilliers, 28 de enero de 2021) fue una informática francesa. Se ha distinguido especialmente en el campo de la arquitectura de computadoras. Participó en el desarrollo del minicomputador CAB500 en 1959, luego fue directora del proyecto del minicomputador Mitra 15, antes de pasar a investigar sobre arquitecturas paralelas e inteligencia artificial. Más tarde, en 1978, participó en la creación de la Commission nationale de l'informatique et des libertés (Cnil).

## Biografía
Alice Recoque nació el 29 de agosto de 1929 en Cherchell, Argelia. Estudió ingeniería en la 69.ª promoción de la Escuela Superior de Física y de Química Industriales de París (ESPCI) y obtuvo su título de ingeniera en 1954.

### Carrera profesional
En 1954 se incorporó a la Société d'électronique et d'automatisme (SEA), la empresa que construyó los primeros ordenadores franceses. Participó en el desarrollo del CAB500 y estudió las memorias de núcleo de ferrita para el CAB1011, un ordenador instalado al año siguiente al servicio del Servicio de Documentación Exterior y Contraespionaje (SDECE).
A continuación, participó en varios proyectos, como el desarrollo del miniordenador CAB500 (1959), el primer ordenador de sobremesa conversacional, en colaboración con Françoise Becquet, bajo la dirección de André Richard y François-Henri Raymond. Después trabajó en el ordenador industrial CINA y codirigió el proyecto CAB 1500, relacionado con las máquinas de lenguaje ALGOL.
Tras la absorción de la SEA por la Compagnie Internationale pour l'Informatique (CII), creada por el Plan Calcul a finales de 1966 y cuya dirección la apartó de las responsabilidades técnicas, realizó una transición hacia la investigación dirigida en ese momento por J. Y. Leclerc, con quien profundizó en algunos fundamentos relativos a la futura evolución de la arquitectura de las máquinas. Entonces se le pidió que representara al CII en un proyecto del INRIA, llamado MIRIA, dirigido por su amigo Paul-François Gloess, también del SEA. Sólo permaneció allí unos meses, porque algunas características del proyecto, interesantes en sí mismas, no se adaptan a las necesidades de la CII.
Además, las necesidades de estos últimos en el ámbito de los pequeños ordenadores son cada vez más claras y se pide a Alice Recoque que las concrete desarrollando un proyecto. El mercado objetivo es el de las aplicaciones industriales y científicas, con el fin de completar la gama de ordenadores centrales IRIS, muy orientada a las aplicaciones de gestión.
Este proyecto, cuyo nombre en clave es Q0, es adoptado por la dirección de la empresa y dará origen a la gama Mitra. Alice Recoque es nombrada Jefa de Investigación y Desarrollo de la división "Pequeños Ordenadores y Sistemas Asociados" del CII y dirige el proyecto Mitra 15 hasta su industrialización.
Tras la absorción del CII por parte de Honeywell-Bull, Alice Recoque, que investiga sobre arquitecturas masivamente paralelas, especialmente en multimicroprocesadores, pasa a ser responsable de las relaciones con la investigación y la enseñanza superior. Como tal, además de los aspectos funcionales de estas relaciones, participa en jurados y en la dirección de tesis. En 1982, fue nombrada miembro de la comisión de informática del Comité Nacional de Investigación Científica, que define la política del CNRS en este sector. Fue elegida para escribir el capítulo sobre arquitectura de ordenadores en la publicación de referencia Techniques de l'ingénieur.
En 1978, participó en la reunión que fundó la Comisión Nacional de Informática y Libertades (Commission nationale de l'informatique et des libertés). Expresó su preocupación y la necesidad de establecer una salvaguarda contra "el creciente poder de vigilancia de las empresas y los Estados".
En enero de 1985, el Grupo Bull la nombró directora de la misión "Inteligencia Artificial". Amplió el concepto de inteligencia artificial, antes limitado a los aspectos de la programación informática, para incluir todos los métodos y técnicas destinados a estudiar el comportamiento humano con el fin de comprenderlo y reproducirlo. Durante esta misión, realizada en estrecha colaboración con organismos públicos de investigación como el Instituto Nacional de Investigación en Informática y Control (INRIA), Alice Recoque, al frente de la estrategia que movilizó a más de 200 personas, definió la gama de productos que debía desarrollar Bull para ofrecer una oferta coherente de inteligencia artificial. Entre ellos, el desarrollo de una gramática en Prolog II destinada a comprender escritos formulados en lengua natural (en francés), el diseño del Lenguaje Orientado a Objetos de Representación del Conocimiento (KOOL), desarrollado en Lisp para las máquinas Bull SPS-7 (derivadas del SM-90 del CNET) y destinado a la representación del conocimiento, y varios sistemas expertos.
En 1989, Alice Recoque fue nombrada miembro asociado del Conseil Général des Ponts et Chaussées; en 1993 este nombramiento fue renovado por tres años.
En 1990-1992, fue miembro, primero como secretaria científica, pero muy pronto como miembro de pleno derecho, del comité de evaluación del proyecto europeo de traducción automática Eurotra, y luego de la posterior comisión de estudio, ambas comisiones bajo la presidencia de André Danzin, para la Comisión Europea.

### Investigación y enseñanza
Alice Recoque creó y enseñó estructura informática en el ISEP durante muchos años. También ha impartido clases de informática en otras escuelas, como la École centrale Paris, Supélec y el Instituto Católico de París.

### Homenaje y muerte
Para Pierre Mounier-Kuhn, historiador de la informática, el trabajo de Alice Recoque ha tardado en ser reconocido porque se habla poco de los ingenieros en Francia y porque se trata de una mujer, lo que explicaría también la batalla que hubo que librar "para evitar que Wikipedia borrara la ficha de Alice Recoque".
El 28 de enero de 2021, Alice Recoque murió en Ballainvilliers, en el departamento de Essonne. De 1983 a 1986, fue miembro de la Sección 08 (Informática, Automatización, Señales y Sistemas) del Comité Nacional del CNRS.

## Patente (Lista no exhaustiva)
Alice Recoque ha sido autora de numerosas patentes desde el inicio de su vida profesional, sola o en colaboración:
- Circuits à noyaux magnétiques saturables, el 3 de mayo de 1956.[17]
- Circuits de transfert et manipulation d'informations binaires, patente solicitada en el 31 de diciembre de 1956.[18]
- Circuits de commutation à noyaux magnétiques, patente solicitada en el 5 de febrero de 1957.[19]
- Magnetic core switching devices, Electronique & Automatisme, 14 de junio de 1966.[20]
- Multiple peripheral coupled data processor system. Compagnie International pour L'Informatique, 23 de octubre de 1973.[21]
- Hierarchised priority task chaining apparatus in information processing systems. Compagnie Internationale Pour L'Informatique, 20 de noviembre de 1973.[22]
- Bi-processor data handling system including automatic control of exchanges with external equipment and automatically activated maintenance operation, 15 de marzo de 1977.[23]

## Premios
Alice Recoque fue nombrada Caballero de la Orden Nacional del Mérito por decreto del 12 de diciembre de 1978 publicado en el Diario Oficial de la República Francesa del 17 de diciembre de 1978, a propuesta del Ministro de Industria como Delegada Científica en una empresa. Por decreto del 7 de agosto de 1985 publicado en el Diario Oficial del 10 de agosto de 1985, fue ascendida al rango de oficial a propuesta del Ministro de Investigación en calidad de jefa de misión en una empresa.
Es miembro honorario de la Société informatique de France.